# Longyou
Longyou är ett härad i östra Kina, och tillhör stadsprefekturen Quzhou i provinsen Zhejiang. Befolkningen uppgick till 368 157 invånare vid folkräkningen år 2000, varav 79 640 invånare bodde i huvudorten Longyou. En annan stor ort i häradet är Huzhen, med 54 508 invånare (2000). Longyou var år 2000 indelat i nio köpingar (zhèn) och tolv socknar (xiāng). 

Precis norr om Longyou hittades 1992 Longyougrottorna.